# Catalpeae
Catalpeae es una tribu con  dos géneros  de árboles pertenecientes a la familia Bignoniaceae.

## Géneros
- Catalpa Scop.
- Chilopsis D. Don
- ×Chitalpa T. S. Elias & Wisura = Catalpa × Chilopsis
- Macrocatalpa (Griseb.) Britton = Catalpa Scop.